# Arrondissement Provins
Das Arrondissement Provins ist eine Verwaltungseinheit im Département Seine-et-Marne in der französischen Region Île-de-France. Hauptort (Sitz der Unterpräfektur) ist Provins.
Mit Wirkung auf den 1. Januar 2006 wurden die Kantone Rebais (vorher Arrondissement Meaux) und Rozay-en-Brie (vorher Arrondissement Melun) dem Arrondissement Provins zugeteilt.

## Wahlkreise
Im Arrondissement gibt es sieben Wahlkreise (Kantone):
- Kanton Coulommiers (mit 31 von 51 Gemeinden)
- Kanton Fontenay-Trésigny (mit 19 von 33 Gemeinden)
- Kanton Montereau-Fault-Yonne (mit 14 von 21 Gemeinden)
- Kanton Nangis (mit 20 von 46 Gemeinden)
- Kanton Nemours (mit sieben von 51 Gemeinden)
- Kanton Ozoir-la-Ferrière (mit sieben von zwölf Gemeinden)
- Kanton Provins

## Gemeinden
| 1. Aubepierre-Ozouer-le-Repos (77010) | 2. Augers-en-Brie (77012)             | 3. Baby (77015)                       | 4. Balloy (77019)                     |
| 5. Bannost-Villegagnon (77020)        | 6. Barbey (77021)                     | 7. Bazoches-lès-Bray (77025)          | 8. Beauchery-Saint-Martin (77026)     |
| 9. Bellot (77030)                     | 10. Bernay-Vilbert (77031)            | 11. Beton-Bazoches (77032)            | 12. Bezalles (77033)                  |
| 13. Blennes (77035)                   | 14. Boisdon (77036)                   | 15. Boitron (77043)                   | 16. Bray-sur-Seine (77051)            |
| 17. Bréau (77052)                     | 18. Cannes-Écluse (77061)             | 19. Cerneux (77066)                   | 20. Cessoy-en-Montois (77068)         |
| 21. Chalautre-la-Grande (77072)       | 22. Chalautre-la-Petite (77073)       | 23. Chalmaison (77076)                | 24. Champcenest (77080)               |
| 25. Chartronges (77097)               | 26. Châteaubleau (77098)              | 27. Châtenay-sur-Seine (77101)        | 28. Châtres (77104)                   |
| 29. Chenoise-Cucharmoy (77109)        | 30. Chevry-en-Sereine (77115)         | 31. Choisy-en-Brie (77116)            | 32. Clos-Fontaine (77119)             |
| 33. Courcelles-en-Bassée (77133)      | 34. Courchamp (77134)                 | 35. Courpalay (77135)                 | 36. Courtacon (77137)                 |
| 37. Courtomer (77138)                 | 38. Coutençon (77140)                 | 39. Crèvecœur-en-Brie (77144)         | 40. Diant (77158)                     |
| 41. Donnemarie-Dontilly (77159)       | 42. Doue (77162)                      | 43. Égligny (77167)                   | 44. Esmans (77172)                    |
| 45. Everly (77174)                    | 46. Favières (77177)                  | 47. Fontaine-Fourches (77187)         | 48. Fontains (77190)                  |
| 49. Fontenailles (77191)              | 50. Fontenay-Trésigny (77192)         | 51. Forges (77194)                    | 52. Frétoy (77197)                    |
| 53. Gastins (77201)                   | 54. Gouaix (77208)                    | 55. Grandpuits-Bailly-Carrois (77211) | 56. Gravon (77212)                    |
| 57. Grisy-sur-Seine (77218)           | 58. Gurcy-le-Châtel (77223)           | 59. Hermé (77227)                     | 60. Hondevilliers (77228)             |
| 61. Jaulnes (77236)                   | 62. Jouy-le-Châtel (77239)            | 63. Jouy-sur-Morin (77240)            | 64. Jutigny (77242)                   |
| 65. La Brosse-Montceaux (77054)       | 66. La Chapelle-Gauthier (77086)      | 67. La Chapelle-Iger (77087)          | 68. La Chapelle-Moutils (77093)       |
| 69. La Chapelle-Rablais (77089)       | 70. La Chapelle-Saint-Sulpice (77090) | 71. La Croix-en-Brie (77147)          | 72. La Ferté-Gaucher (77182)          |
| 73. La Grande-Paroisse (77210)        | 74. La Houssaye-en-Brie (77229)       | 75. La Tombe (77467)                  | 76. La Trétoire (77472)               |
| 77. Laval-en-Brie (77245)             | 78. Le Plessis-Feu-Aussoux (77365)    | 79. Léchelle (77246)                  | 80. Les Chapelles-Bourbon (77091)     |
| 81. Les Marêts (77275)                | 82. Les Ormes-sur-Voulzie (77347)     | 83. Lescherolles (77247)              | 84. Leudon-en-Brie (77250)            |
| 85. Liverdy-en-Brie (77254)           | 86. Lizines (77256)                   | 87. Longueville (77260)               | 88. Louan-Villegruis-Fontaine (77262) |
| 89. Luisetaines (77263)               | 90. Lumigny-Nesles-Ormeaux (77264)    | 91. Maison-Rouge (77272)              | 92. Marles-en-Brie (77277)            |
| 93. Marolles-sur-Seine (77279)        | 94. Meigneux (77286)                  | 95. Meilleray (77287)                 | 96. Melz-sur-Seine (77289)            |
| 97. Misy-sur-Yonne (77293)            | 98. Mons-en-Montois (77298)           | 99. Montceaux-lès-Provins (77301)     | 100. Montdauphin (77303)              |
| 101. Montenils (77304)                | 102. Montereau-Fault-Yonne (77305)    | 103. Montigny-le-Guesdier (77310)     | 104. Montigny-Lencoup (77311)         |
| 105. Montmachoux (77313)              | 106. Montolivet (77314)               | 107. Mormant (77317)                  | 108. Mortcerf (77318)                 |
| 109. Mortery (77319)                  | 110. Mousseaux-lès-Bray (77321)       | 111. Mouy-sur-Seine (77325)           | 112. Nangis (77327)                   |
| 113. Neufmoutiers-en-Brie (77336)     | 114. Noisy-Rudignon (77338)           | 115. Noyen-sur-Seine (77341)          | 116. Orly-sur-Morin (77345)           |
| 117. Paroy (77355)                    | 118. Passy-sur-Seine (77356)          | 119. Pécy (77357)                     | 120. Poigny (77368)                   |
| 121. Presles-en-Brie (77377)          | 122. Provins (77379)                  | 123. Quiers (77381)                   | 124. Rampillon (77383)                |
| 125. Rebais (77385)                   | 126. Rouilly (77391)                  | 127. Rozay-en-Brie (77393)            | 128. Rupéreux (77396)                 |
| 129. Sablonnières (77398)             | 130. Saint-Barthélemy (77402)         | 131. Saint-Brice (77403)              | 132. Saint-Cyr-sur-Morin (77405)      |
| 133. Saint-Denis-lès-Rebais (77406)   | 134. Sainte-Colombe (77404)           | 135. Saint-Germain-Laval (77409)      | 136. Saint-Germain-sous-Doue (77411)  |
| 137. Saint-Hilliers (77414)           | 138. Saint-Just-en-Brie (77416)       | 139. Saint-Léger (77417)              | 140. Saint-Loup-de-Naud (77418)       |
| 141. Saint-Mars-Vieux-Maisons (77421) | 142. Saint-Martin-des-Champs (77423)  | 143. Saint-Martin-du-Boschet (77424)  | 144. Saint-Ouen-en-Brie (77428)       |
| 145. Saint-Ouen-sur-Morin (77429)     | 146. Saint-Rémy-la-Vanne (77432)      | 147. Saint-Sauveur-lès-Bray (77434)   | 148. Saint-Siméon (77436)             |
| 149. Salins (77439)                   | 150. Sancy-lès-Provins (77444)        | 151. Savins (77446)                   | 152. Sigy (77452)                     |
| 153. Sognolles-en-Montois (77454)     | 154. Soisy-Bouy (77456)               | 155. Sourdun (77459)                  | 156. Thénisy (77461)                  |
| 157. Thoury-Férottes (77465)          | 158. Vanvillé (77481)                 | 159. Varennes-sur-Seine (77482)       | 160. Vaudoy-en-Brie (77486)           |
| 161. Verdelot (77492)                 | 162. Verneuil-l’Étang (77493)         | 163. Vieux-Champagne (77496)          | 164. Villenauxe-la-Petite (77507)     |
| 165. Villeneuve-les-Bordes (77509)    | 166. Villeneuve-sur-Bellot (77512)    | 167. Villiers-Saint-Georges (77519)   | 168. Villiers-sur-Seine (77522)       |
| 169. Villuis (77523)                  | 170. Vimpelles (77524)                | 171. Voinsles (77527)                 | 172. Voulton (77530)                  |
| 173. Voulx (77531)                    | 174. Vulaines-lès-Provins (77532)     |                                       |                                       |

## Neuordnung der Arrondissements 2017

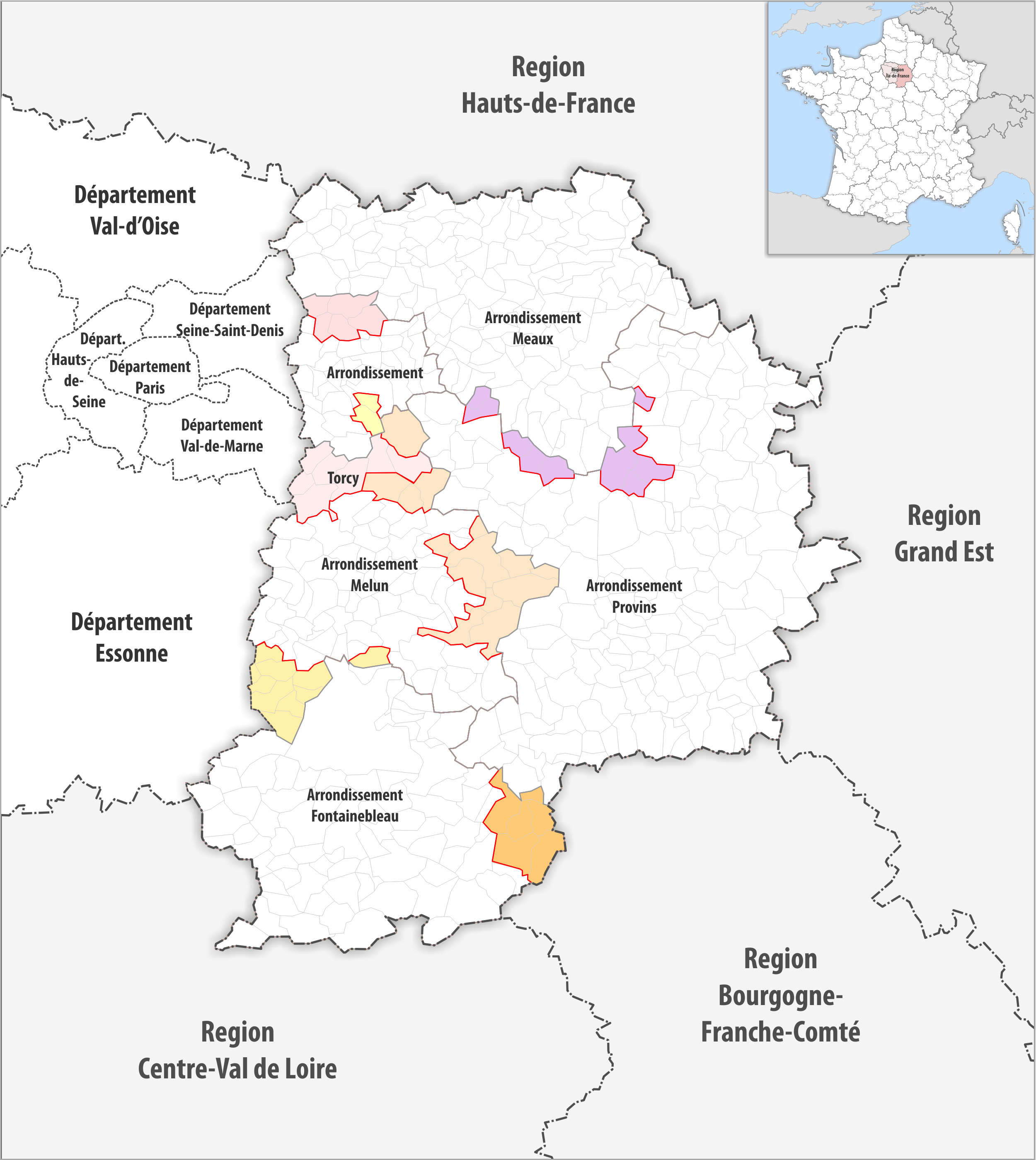
Arrondissementsanpassungen im Jahr 2017

Durch die Neuordnung der Arrondissements im Jahr 2017 wurden die Flächen der zehn Gemeinden Amillis, Chauffry, Chevru, Dagny, Dammartin-sur-Tigeaux, Hautefeuille, Marolles-en-Brie, Pézarches, Tigeaux und Touquin aus dem Arrondissement Provins dem Arrondissement Meaux zugewiesen. 
Dafür wechselten die Flächen der sieben Gemeinden Blennes, Chevry-en-Sereine, Diant, Montmachoux, Noisy-Rudignon, Thoury-Férottes und Voulx vom Arrondissement Fontainebleau, die Flächen der zwei Gemeinden Ferrières-en-Brie und Pontcarré aus dem Arrondissement Torcy und die Flächen der 15 Gemeinden Aubepierre-Ozouer-le-Repos, Bréau, La Chapelle-Gauthier, Châtres, Clos-Fontaine, Courtomer, Favières, Fontenailles, Grandpuits-Bailly-Carrois, Liverdy-en-Brie, Mormant, Presles-en-Brie, Quiers, Saint-Ouen-en-Brie und Verneuil-l’Étang vom Arrondissement Melun zum Arrondissement Provins.

## Änderungen seit 2017
Zum 20. Dezember 2017 wurden die Flächen der zwei Gemeinden Ferrières-en-Brie und Pontcarré aus dem Arrondissement Provins wieder dem Arrondissement Torcy zugewiesen.
Zum 27. August 2018 wurden die Flächen der zwei Gemeinden Villeneuve-le-Comte und Villeneuve-Saint-Denis aus dem Arrondissement Provins dem Arrondissement Torcy zugewiesen.
Die Gemeinden Chenoise und Cucharmoy wurden mit Wirkung vom 1. Januar 2019 zur Commune nouvelle Chenoise-Cucharmoy mit dem INSEE-Code 77109 zusammengelegt.